# Dagon Cavus
Il Dagon Cavus è una depressione presente sulla superficie di Tritone, il principale satellite naturale di Nettuno; il suo nome deriva da quello di Dagon, una divinità della fertilità spesso rappresentata sotto forma di pesce nella mitologia babilonese.